# Demolition Day
 (octobre 2017).
Si vous disposez d'ouvrages ou d'articles de référence ou si vous connaissez des sites web de qualité traitant du thème abordé ici, merci de compléter l'article en donnant les références utiles à sa vérifiabilité et en les liant à la section « Notes et références ».
Albums de Nick Oliveri
Death Acoustic
(2009)
Albums par Mondo Generator
III the EP
(2004) Dead Planet : Sonic Slow Motion Trails
(2006)
Demolition Day est le premier album solo du musicien et chanteur américain Nick Oliveri, l'ancien bassiste des groupes de rock Queens of the Stone Age et Kyuss.
Paru en 2004 sous le label Tornado sous forme d'un split, il se compose de deux parties. La première regroupe six morceaux en acoustique de Nick Oliveri ; la seconde reprend les quatre titres de III the EP (en), un extended play du groupe Mondo Generator dont Oliveri fait partie en parallèle de sa carrière solo.
L'album est enregistré en 2003 et 2004 au Studio 606 de Dave Grohl, à Alexandria (Virginie).
L'album présente, principalement, Oliveri à la basse, au chant, à la guitare et aux percussions, ainsi que des cuivres et des guitares par d'autres artistes.
Cet album est une édition limitée de 1 000 unités avec quelques exemplaires numérotés.

## Liste des titres
Toutes les chansons sont écrites et composées par Nick Oliveri, sauf annotations.
|       | 'Nick Oliveri : Demolition Day                    |      |
| 1.    | All I've Got                                      | 3:17 |
| 2.    | I Want You To Die                                 | 1:46 |
| 3.    | Autopilot (Nick Oliveri / Josh Homme)             | 3:55 |
| 4.    | Simple Exploding Man                              | 2:59 |
| 5.    | One More Time In Hell                             | 2:52 |
| 6.    | Paper Thin                                        | 4:31 |
|       | 'Mondo Generator : III The Ep                     |      |
| 7.    | All the Way Down                                  | 3:00 |
| 8.    | Bloody Hammer (Roky Erickson)                     | 5:12 |
| 9.    | There She Goes Again                              | 1:22 |
| 10.   | Sleep the Lie Away (Nick Oliveri / Dave Catching) | 5:40 |
| 34:34 |                                                   |      |